# (74189) 1998 RM43
(74189) 1998 RM43 – planetoida z pasa głównego asteroid okrążająca Słońce w ciągu 4,45 lat w średniej odległości 2,7 j.a. Odkryta 14 września 1998 roku.